# St. Maximilian Kolbe (Vörstetten)

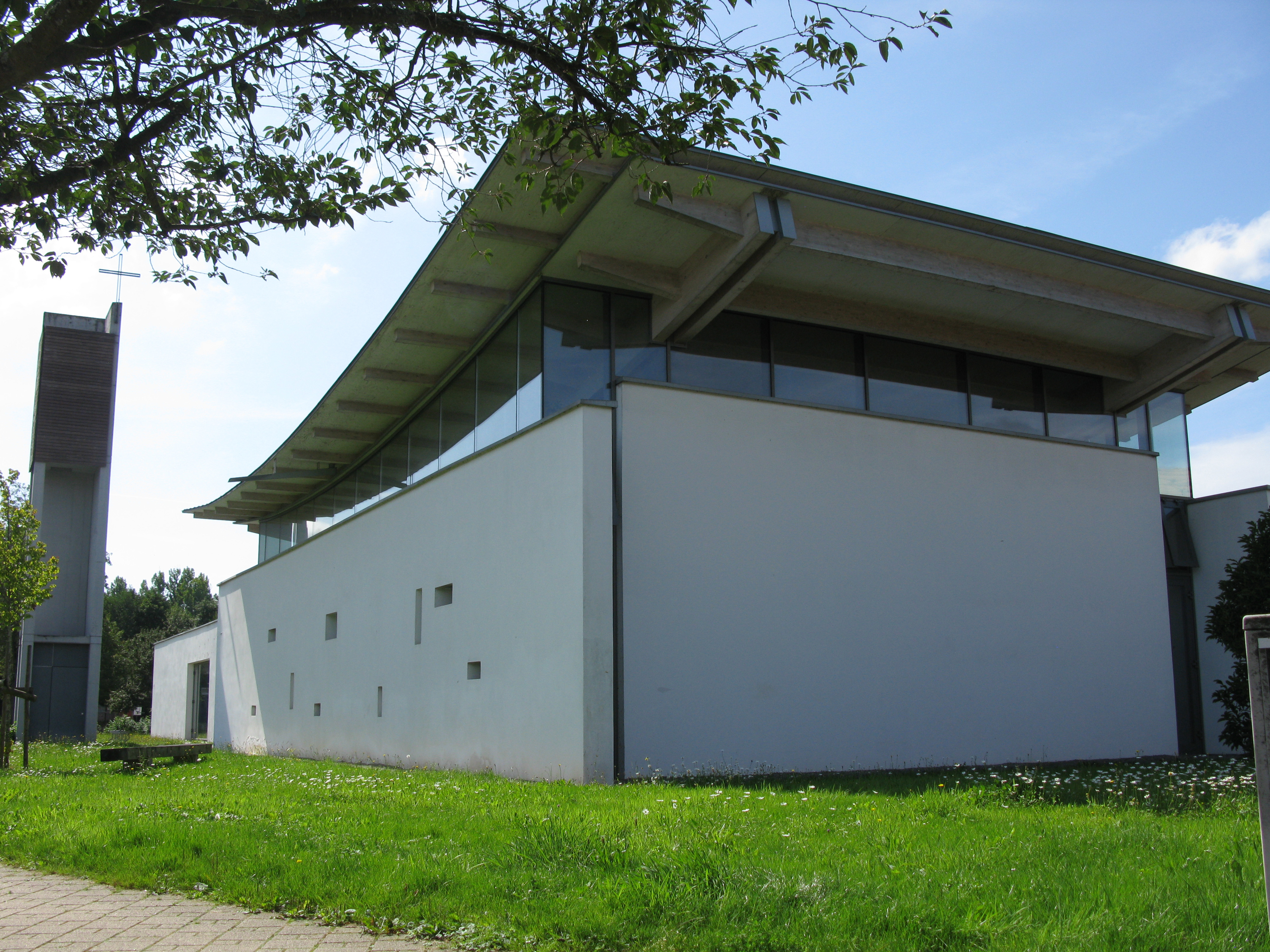
St. Maximilian Kolbe, Vörstetten

St. Maximilian Kolbe ist eine Filialkirche der römisch-katholischen Kirchengemeinde An der Glotter im Dekanat Endingen-Waldkirch des Erzbistums Freiburg. Sie ist die katholische Kirche in der Gemeinde Vörstetten im baden-württembergischen Landkreis Emmendingen. Kirchenpatron ist Maximilian Kolbe, ein polnischer Franziskaner-Minorit, Verleger und Publizist, der 1941 im KZ Auschwitz ermordet wurde. Er wurde 1982 heiliggesprochen und wird als Märtyrer verehrt.

## Geschichte
Die Kirche wurde 1997/98 nach Plänen des Freiburger Architekturbüros Spiecker und Sautter unter Beteiligung der Architekten Böwer, Eith und Murken errichtet und 2001 mit einem Preis für beispielhaftes Bauen der Architektenkammer Baden-Württemberg ausgezeichnet.
Im Jahr 2001 erhielt die Kirche Glocken, nach 2001 ein Orgelpositiv, 2010 wurde an der Altarrückwand ein neues Altarbild mit dem Titel „Ich bin“ angebracht, das von Anna Jäckel (Vörstetten) stammt.
Da der Bauplatz im Bereich eines Feuchtgebiets lag, mussten 2019 bereits Sanierungsarbeiten zur Verhinderung aufsteigender Feuchte durchgeführt werden, in deren Rahmen auch Mängel am Dach beseitigt wurden.

## Beschreibung
Der rechteckige Kirchensaal ist auf drei Seiten von frei stehenden Wänden eingefasst, in die auf den Längsseiten unregelmäßig 14 unterschiedlich kleine künstlerisch gestaltete Buntfenster eingelassen sind. Die Wand der Eingangsseite besteht vollständig aus klarem Glas. Zwischen Umfassungswänden und dem konkav geschwungenen Dach verläuft umlaufend ein Fensterband, ebenfalls aus klarem Glas, so dass von außen der Eindruck entsteht, das Dach schwebe über dem Kirchenraum. Dieses geschwungene Dach aus Holz ruht auf vier Säulen im Innern des Kirchenraums und hat keine konstruktive Verbindung zu den Außenwänden des Gebäudes.
In der Nähe des Altars steht ein Orgelpositiv der Orgelwerkstatt Klemens Scheuermann mit vier Registern und angehängtem Pedal.
Der im Stil eines Campanile frei stehende Kirchturm mit quadratischem Grundriss besteht im Grunde aus zwei rechteckig zueinander stehenden Stahlbetonscheiben und einer Stütze. Im unteren Bereich ist dieses Quadrat geschlossen, in der Mitte offen und im oberen Bereich ist die Glockenstube eingepasst, die durch Holzlamellen an den beiden offenen Seiten wiederum geschlossen wirkt.
Glockengeläut
Im Turm hängen drei Bronze-Glocken, die 2001 von der Karlsruher Glockengießerei gegossen wurden. Die Glockenzier besorgte der Künstler Emil Wachter.
|   | Name             | Durchmesser | Gewicht | Schlagton |
| - | ---------------- | ----------- | ------- | --------- |
| 1 | Maximilian Kolbe | 775 mm      | 252 kg  | c’’+4     |
| 2 | Familienglocke   | 629 mm      | 154 kg  | es’’+6    |
| 3 | St. Clothilde    | 473 mm      | 64 kg   | as’’+6    |

Glocke 3 ist nach der Patronin der französischen Partnergemeinden Vörstettens, La Tour und L’Étrat, benannt.